# کسی گاو
کسی گاو یک ستاره است که در صورت فلکی ثور قرار دارد.